# Every Sperm Is Sacred
Every Sperm Is Sacred («Вся сперма священна») — музыкальный скетч из фильма Смысл жизни по Монти Пайтону (1983). Песня была выпущена на альбоме Monty Python Sings. Номинировалась на премию BAFTA как лучшая оригинальная песня для фильма (1983).
Авторы музыки — А.Жакемен (Andre Jaquemin) и Д.Хоумэн (Dave Howman). Авторы текста песни и исполнители главных ролей в скетче — Майкл Пейлин и Терри Джонс. Every Sperm Is Sacred считается одним из лучших скетчей Монти Пайтон.

## Описание
Песня представляет собой сатиру по поводу католических учений, запрещающих использование контрацептивов. Скетч рассказывает о католике (Пейлин), его жене (Джонс) и их 63 детях, которые вот-вот будут проданы для медицинских экспериментов, потому что их мама и папа не могут более содержать такую большую семью из-за закрытия местной мельницы. Когда дети спрашивают, почему родители не используют средства контрацепции, или почему бы отцу не сделать себе кастрацию, то он объясняет, что это против воли Божьей и запевает песню со следующим припевом:
Every sperm is sacred,
 Every sperm is great.
 If a sperm is wasted,
 God gets quite irate.
Перевод:
Каждый сперматозоид это святое,
 каждый сперматозоид важен. 
 Если сперма растрачивается впустую, 
 Бог становится весьма разгневанным.